# Adam Flagler
Adam Michael Flagler (Duluth, 1 december 1999) is een Amerikaans basketballer die sinds 2023 als shooting guard uitkomt voor de Oklahoma City Thunder.

## Carrière
Flagler speelde collegebasketbal voor de Presbyterian Blue Hose tijdens het seizoen 2018/19 en van 2020 tot 2023 voor de Baylor Bears. Hij stelde zich in 2023 beschikbaar voor de NBA draft. Flagler werd echter niet uitgekozen. Op 19 oktober 2023 tekende Flagler een contract bij de Oklahoma City Thunder maar amper een dag later werd dit contract echter al verbroken. Kort daarna, op 31 oktober 2023 tekende Flagler een contract bij de Oklahoma City Blue in de NBA G League. Flagler speelde dat seizoen 30 wedstrijden in de NBA G League. Op 12 februari 2024 tekende Flagler een two-way contract bij de Oklahoma City Thunder en de Oklahoma City Blue. Op 23 februari 2024 maakte Flagler zijn debuut in de NBA tijdens een wedstrijd van de Thunder tegen de Washington Wizards. Flagler werd in het seizoen 2023/24 met de Oklahoma City Blue kampioen in de NBA G League.
Tijdens het seizoen 2024/25 kreeg Flagler bij de Oklahoma City Thunder speelgelegenheid in 37 wedstrijden. Oklahoma City Thunder sloot het reguliere seizoen af als beste ploeg met 68 overwinningen. In de playoffs kreeg Flagler geen speelgelegenheid. Oklahoma City Thunder was in deze playoffs achtereenvolgens te sterk voor de Memphis Grizzlies en de Denver Nuggets. In de finale van de Western conference won Oklahoma met 4-1 van de Minnesota Timberwolves en zo ging Oklahoma de NBA Finales in tegen de Indiana Pacers. In deze NBA Finale was Oklahoma in 7 wedstrijden de beste en zo mocht Flagler toch een eerste NBA-titel op zijn palmares bijschrijven.

## Erelijst
- Kampioen NBA G League: 2024
- NBA-kampioen: 2025

## Statistieken
| Legenda | Legenda                | Legenda | Legenda                 | Legenda | Legenda               |
| ------- | ---------------------- | ------- | ----------------------- | ------- | --------------------- |
| WG      | Wedstrijden gespeeld   | WS      | Wedstrijden als starter | MPW     | Minuten per wedstrijd |
| FG%     | Fieldgoal-percentage   | 3P%     | Drie-punterpercentage   | VW%     | Vrije-worppercentage  |
| RPW     | Rebounds per wedstrijd | APW     | Assists per wedstrijd   | SPW     | Steals per wedstrijd  |
| BPW     | Blocks per wedstrijd   | PPW     | Punten per wedstrijd    | Vet     | Hoogste in carrière   |

### Regulier NBA-seizoen
| Seizoen  | Team                  | WG | WS | MPW | FG%  | 3P%  | FW%  | RPW | APW | SPW | BPW | PPW |
| -------- | --------------------- | -- | -- | --- | ---- | ---- | ---- | --- | --- | --- | --- | --- |
| 2023/24  | Oklahoma City Thunder | 2  | 0  | 7,0 | 14,3 | 16,7 | -    | 0,0 | 2,0 | 0,0 | 0,0 | 1,5 |
| 2024/25  | Oklahoma City Thunder | 37 | 0  | 5,5 | 26,0 | 19,4 | 50,0 | 0,7 | 0,3 | 0,2 | 0,1 | 1,8 |
| Carrière | Carrière              | 39 | 0  | 5,6 | 25,2 | 19,2 | 50,0 | 0,7 | 0,4 | 0,2 | 0,1 | 1,7 |

2 Gilgeous-Alexander · 
3 Jones · 
5 Dort · 
6 Jay. Williams · 
7 Holmgren · 
8 Jal. Williams · 
9 Caruso · 
11 Joe · 
13 Dieng · 
14 Flagler · 
15 Carlson · 
21 Wiggins · 
22 Wallace · 
25 Mitchell · 
34 K. Williams · 
55 Hartenstein · 
88 Ducas · 
Coach Daigneault